# ساندرا سو هوتشينز
ساندرا سو هوتشينز (بالإنجليزية: Sandra Sue Hutchens)‏(18 مارس 1955-4 يناير 2021) هي ضابطة تنفيذية أمريكية، عملت كعمدة الشرطة في مقاطعة أورانج بولاية كاليفورنيا. ‘ُينت في هذا المنصب في 10 يونيو 2008، لتحل محل القائم بأعمال العمدة جاك أندرسون، الذي قاد القسم منذ استقالة مايك كارونا في 14 يناير 2008. قبل تعيينها، تقاعدت من منصب رئيس القسم، في قسم شرطة مقاطعة لوس أنجلوس. أنتخبت هوتشينز في عام 2010،  وأُعيد انتخابها في عام 2014. في عام 2017 أعلنت هوتشينز أنها لن تسعى لإعادة انتخابها لولاية ثالثة. وأيدت محاولة الانتخابات الناجحة لوكيل الشرطة دون بارنز.

## سيرة شخصية
نشأت هوتشينز في لونج بيتش، كاليفورنيا حيث تخرجت من مدرسة وودرو ويلسون الثانوية. بعد فترة وجيزة من تخرجها من المدرسة الثانوية، ‘عُينت سكرتيرة لقسم شرطة لوس أنجلوس. تخرجت من الأكاديمية عام 1978.
تخرجت من جامعة لا فيرن بدرجة البكالوريوس في الإدارة العامة. كما حضرت أكاديمية المكتب الفيدرالي للتحقيقات 

## الخلافات
في عامها الأول بصفتها عمدة مقاطعة أورانج، أجرت هوتشينز العديد من التغييرات على إدارة شرطة مقاطعة أورانج، وقد اُعتبر الكثير منها مثيرًا للجدل.

### تصاريح الأسلحة المخبأة
خلال الأشهر القليلة الأولى بعد تعيينها في منصب عمدة الطب الشرعي، أرسلت إدارتها رسائل إلى العديد من حاملي تصاريح الأسلحة المخبأة، مشيرة إلى عزمها على إلغاء هذه التصاريح. وكُتب في الرسائل النموذجية، المرسلة إلى أكثر من ستمائة من حاملي التصاريح، الصيغة التالية: «لقد حددت الإدارة أن المخاطر التي قدمتها بهدف حيازة الأسلحة، لا تفي بالشروط كما هو مطلوب، بموجب سياسة اتفاقية الأسلحة التقليدية الجديدة، بناءً على المعلومات التي قدمتها. النية الحالية للإدارة هي إلغاء الترخيص الخاص بك.»  وذكرت هوتشينز أن سبب الإلغاء هو أنها تعتقد أن«الإدارة السابقة منحت تراخيص حيازة الأسلحة لسبب وجيه» وأصدرت تصاريح للداعمين السياسيين والمانحين. العديد من المقاطعات في كاليفورنيا، وخاصة المقاطعات الريفية، مثل مقاطعة سان برناردينو المجاورة، تعتبر الرغبة في الحماية الشخصية سببًا جيدًا وكافيًا لحيازة الأسلحة الشخصية. ومع ذلك، فقد خلُصت هيئة المحلفين العليا في مقاطعة أورانج لصالح العمدة، وأصدرت تقريرًا يدين بشدة مجلس المشرفين لتدخله في مسؤوليات قسم العمدية وأقرّت أن سياسة هوتشينز قانونية.

### إنهاء خدمة الموظفين
قدم سبعة من كبار المسؤولين السابقين في إدارة شرطة مقاطعة أورانج دعاوى إقالة خاطئة ضد المقاطعة، زاعمين أن ساندرا هوتشينز كذبت عندما قالت إنهم سُرحوا لأسباب تتعلق بالميزانية. وزعم مساعدا العمدة السابقان وخمسة شُرطيِين، بما في ذلك مساعدا العمدة السابقين جاك أندرسون وجون ديفيس، أن هوتشينز قامت بتسريحهم حقًا لأنها كرهت أدائهم الوظيفي. ووفقًا للادعاءات، فإن الإقالة على أساس الأداء يعني أنه كان ينبغي أن يُعطى الضباط جلسات استماع يستحقونها بموجب قانون حقوق «ضباط السلام» التابعين للدولة. قالت هوتشينز إنها اختارت تسريح كبار المديرين للاحتفاظ بمناصب المحققين، وأن التسريح وفّر للوزارة 2.2 مليون دولار كجزء من خطة 28 مليون دولار لتخصيص ميزانية الوكالة. لكن في الادعاءات، زعم الموظفون السابقون أن تسريحهم لم يوفر للمقاطعة أي أموال، وأن طاقم قيادة هوتشينز أصبح الآن أكبر مما كان عليه قبل سلسلة عمليات التسريح.

### بيانات الاقتراع
تم مواجهة هوتشينز في المحكمة في محاولة لإجبارها على رد الادعاءات الكاذبة بأنها خفضت طاقم قيادتها بنسبة 47 ٪. قامت هوتشينز بتسوية النزاع خارج المحكمة، ووافقت على إزالة التزوير من بيان الاقتراع الخاص بها. ويعتبر 47٪ من طاقم القيادة موضوعًا شائعًا حيث وصفه مشرف مقاطعة أورانج بيل كامبل بأنه «الطعم والتبديل» وقيامها بتسريح 47٪ من طاقم القيادة وتوسيع طاقمها فيما بعد نتج عنه دعاوى تقدر بملايين الدولارت ضد المقاطعة.

### الهجرة
أخبرت هوتشينز إدارة ترامب أنها تريد من وزارتها أن تتعاون بشكل أوثق مع وكلاء الهجرة الفيدراليين.

## الحملة الانتخابية
في منتدى للمرشحين برعاية الجمهوريون الجدد بمقاطعة أورانج، لجأت هوتشينز مرارًا وتكرارًا إلى القانون لبعض سياساتها التي لا تحظى بشعبية، مثل عدم منح تصاريح استخدام السلاح للأشخاص الذين لا يواجهون تهديدًا محددًا، أو إطلاق سراح بعض السجناء مبكرًا، قائلة: «إذا كنت تريد المزيد من البنادق و [تصاريح الأسلحة الشخصية المخبأة]، إذن يجب أن تصوت لأحد خصومي». كما شدّدت على أن القسم استعاد نزاهته وقدم خدمة جيدة.

## الحياة الشخصية
لاري، زوج هوتشينز، هو مساعد رئيس شرطة متقاعد في دائرة مدارس لوس أنجلوس الموحدة. شخصت إصابة هوتشينز بسرطان الثدي في نوفمبر 2012. توفيت بسبب سرطان الثدي في 4 يناير 2021.